# Dimitar Airanow
Dimitar Wassilew Airanow (bulgarisch Димитър Василев Айрянов; * 5. September 1893 in Stara Sagora; † 18. November 1950) war ein Generalleutnant der Streitkräfte im Zarentum Bulgarien, der unter anderem während des Zweiten Weltkrieges zwischen 1941 und 1944 Kommandeur der Luftstreitkräfte war.

## Leben
Dimitar Wassilew Airanow absolvierte von 1910 bis 1913 an der Militärschule in Sofia eine Ausbildung zum Offizier der Streitkräfte im Zarentum Bulgarien und wurde am 22. November 1912 als Fähnrich zur 4. Ingenieurabteilung versetzt und nahm mit dieser an den Balkankriegen teil. Dort erfolgte am 23. April 1913 seine Beförderung zum Leutnant. Nach seiner Beförderung zum Oberleutnant am 2. August 1915 wurde er wieder zur 4. Ingenieurabteilung versetzt und nahm mit dieser bis 1918 am Ersten Weltkrieg teil. In dieser Zeit erfolgte am 18. September 1917 auch seine Beförderung zum Hauptmann. Nach verschiedenen Verwendungen in der Nachkriegszeit war er zwischen 1923 und 1926 Dozent für Fahrzeugtechnik an der Militärakademie in Sofia und wurde als solcher am 5. Juni 1924 auch zum Major befördert. Er war zwischen 1925 und 1929 Chef des Königlichen Fuhrparks und wurde am 6. Mai 1928 zum Oberstleutnant befördert und übernahm nach weiteren Verwendungen 1932 den Posten als Chef der Fahrzeugabteilung des Heeres.
Nach seiner Beförderung zum Oberst am 6. Mai 1935 wurde er als Nachfolger von Hauptmann Christo Stoikow Kommandeur des 2. Ingenieursregiments, wurde aber kurz darauf von Oberst Wassil Mirtschew abgelöst. Nachdem er kurzzeitig auch Kommandeur des 1. Ingenieurregiments war, absolvierte er zwischen 1935 und 1936 auch einen Lehrgang an der Militärakademie. Er war zudem zwischen 1935 und 1937 erstmals Vorsitzender des Offizierssportvereins OSK-AS 23 Sofia (Ofitserski sporten klub Atletik-Slava 23), der 1931 bulgarischer Fußball-Meister war. Zugleich fungierte er zwischen 1935 und 1938 als Inspizient der Ingenieurtruppen im Generalstab und daraufhin von 1938 bis 1941 als Kommandeur der 4. Infanteriedivision. Als solcher wurde er am 3. Oktober 1940 zum Generalmajor befördert.
Während des Zweiten Weltkrieges wurde Airanow im Juli 1941 als Nachfolger von Generalmajor Wassil Boidew Kommandeur der Luftstreitkräfte und bekleidete diese Funktion bis zum Sturz der Regierung von Ministerpräsident Konstantin Murawiew durch einen Putsch der Vaterländischen Front am 9. September 1944, die nach dem Einmarsch der Roten Armee agierte. Er war zugleich von Juli 1941 bis zum 9. September 1944 Unterstaatssekretär für die Luftstreitkräfte. Er war zwischen 1942 und 1944 erneut Vorsitzender des Sportvereins AS 23 Sofia, der 1941 zudem noch Fußball-Pokalsieger war. Er wurde am 6. Mai 1944 noch zum Generalleutnant befördert. Danach wurde er am 11. September 1944 wie mehrere hundert führende Persönlichkeiten von den Kommunisten gefangen genommen. Diese Tage gingen in die bulgarische Geschichte als die „Tage des roten Terrors“ ein.
Am 15. März 1945 wurde Dimitar Airanow, dem das Offizierskreuz des St. Alexander-Ordens verliehen wurde, vom Volksgericht (Народен съд) als Kriegsverbrecher angeklagt und zu lebenslanger Haft verurteilt. Die Haftstrafe wurde Nach Gründung der Volksrepublik Bulgarien am 16. Mai 1946 zunächst auf 15 Jahre und dann auf 8 Jahre verkürzt. Allerdings verschwand er 1950 spurlos im Gefängnis und wurde schließlich am 18. November 1950 hingerichtet.